# 8348 Bhattacharyya
8348 Bhattacharyya eller 1988 BX är en asteroid i huvudbältet som upptäcktes den 26 januari 1988 av den indiske astronomen Rajgopalan Rajamohan vid Vainu Bappu Observatory. Den är uppkallad efter den indiske astronomen Jagadish C. Bhattacharyya.
Asteroiden har en diameter på ungefär 8 kilometer och den tillhör asteroidgruppen Hungaria.